# Aramgatan

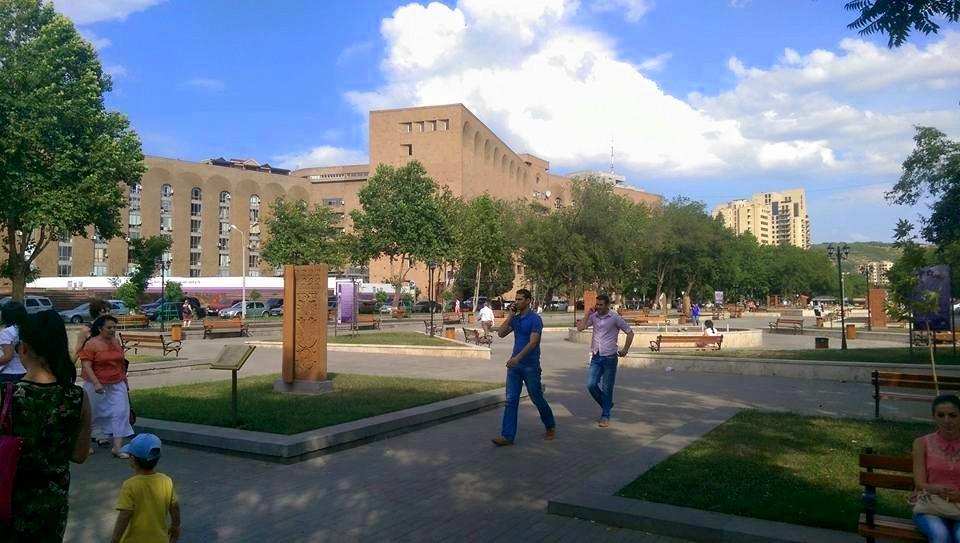
Chatjkarparken med Regeringsbyggnad nr 3 i bakgrunden

 Aramgatan (armeniska: Արամի Փողոց, Arami Poghots) är en gata i distriktet  Kentron  i Armeniens huvudstad Jerevan. Den öppnades 1837 och tillhör stadens äldsta gator. Den har sitt namn efter Aram Manukjan (1879–1919), som var ledare för försvaret av Van 1915 och en av grundarna av Armeniens första republik.
Den 1‚2 kilometer långa Aramgatan går mellan Chandzjiangatan, som är en del av ringgatan, i sydöst till Jerevans huvudpostkontor vid Martinos Sajangatan, som också är den del av ringgatan, i nordväst.
Gatans ursprungliga namn är Tsarskajagatan till ära av tsaren Nikolaj I av Ryssland, som besökte Jerevan vid tiden runt anläggningen av gatan 1837. Gatan döptes om 1919, efter Aram Manukjans död. Efter Sovjetrysslands inlemmande av Armenien döpte den kommunistiska regimen 1921 om gatan efter den armeniske bolsjeviken och författaren Suren Spandarjan (1882–1916). Namnet Aramgatan återtogs efter Armeniens självständighet 1991. 
Efter Armeniens självständighet har många gamla byggnader vid Aramgatan rivits eller väsentligt byggts om. De fåtal som står kvar finns framför allt på gatusträckan mellan Abovjangatan och Masjtotsavenyn.

## Byggnader och anläggningar i urval
- Centrala stadsbiblioteket uppkallat efter Avetik Isahakjan
- Armeniens historiska museum/Armeniens nationalmuseum
- Tjarents litteratur- och konstmuseum
- Museet för Mellanösternkonst
- Missak Manouchianparken
- Posthuset

## Bildgalleri

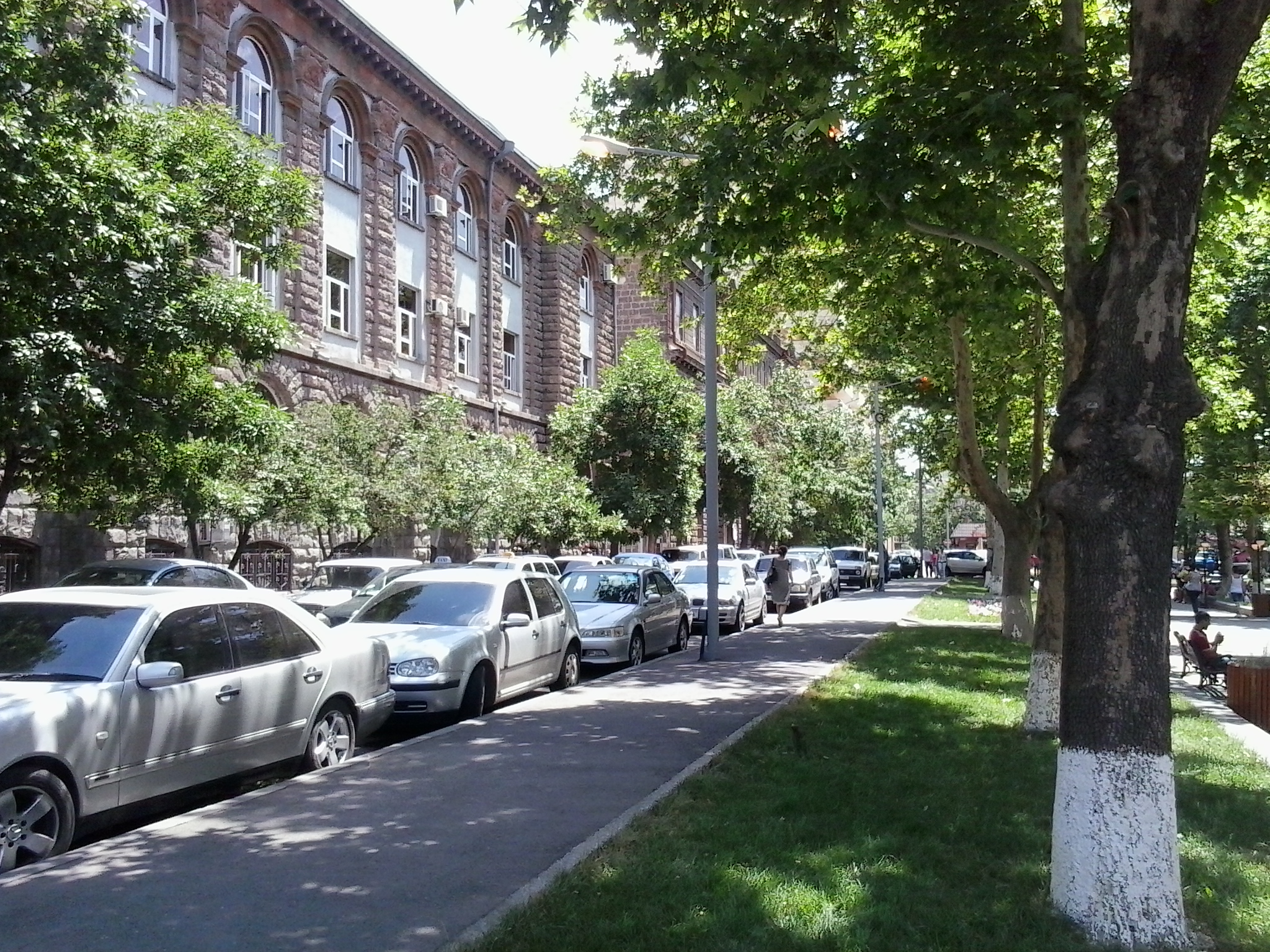
Forskningscentret för mödrars och barns hälsa, Aramgatan
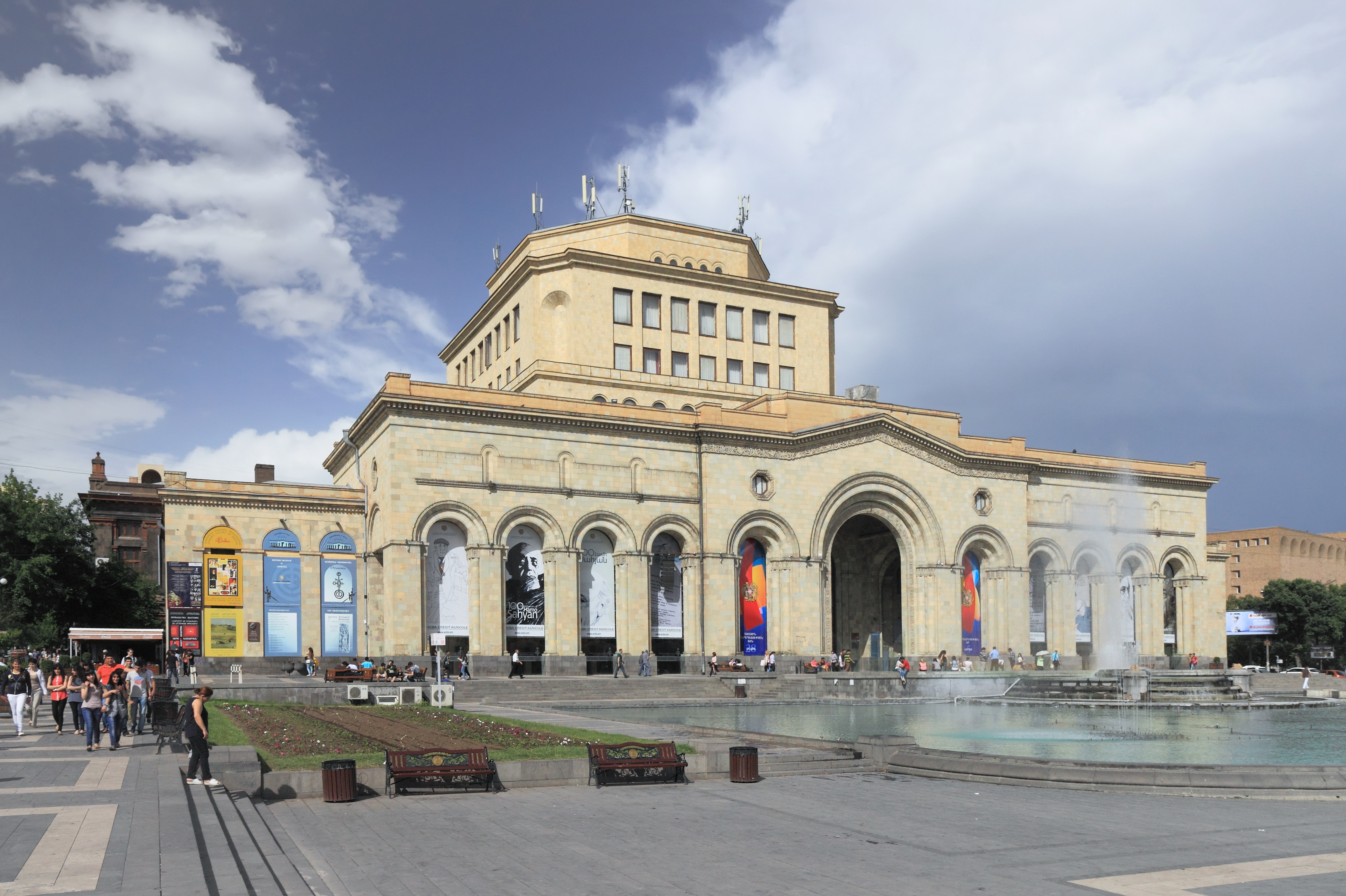
Armeniens historiska museum/Armeniens nationalmuseum
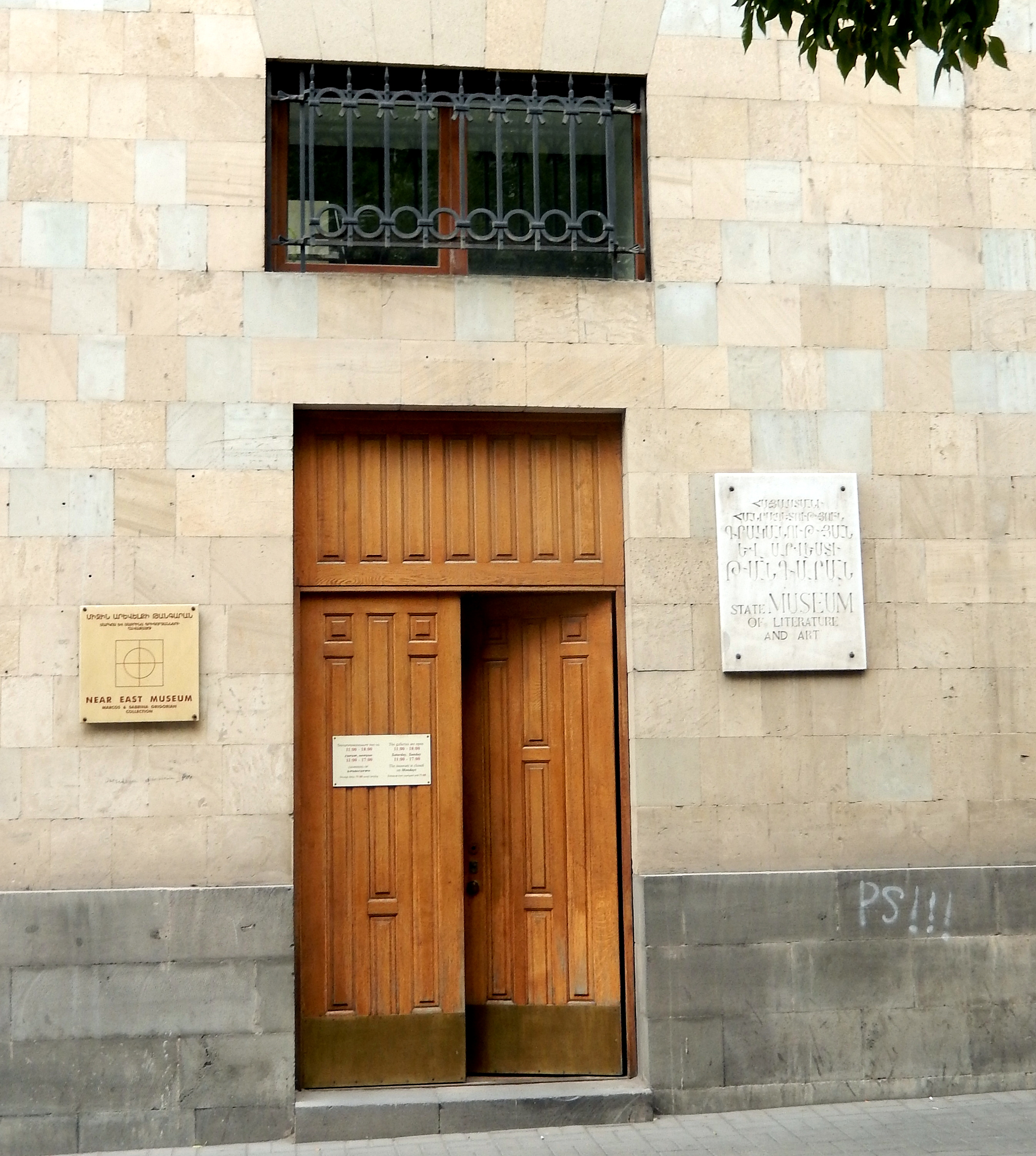
Tjarents litteratur- och konstmuseum
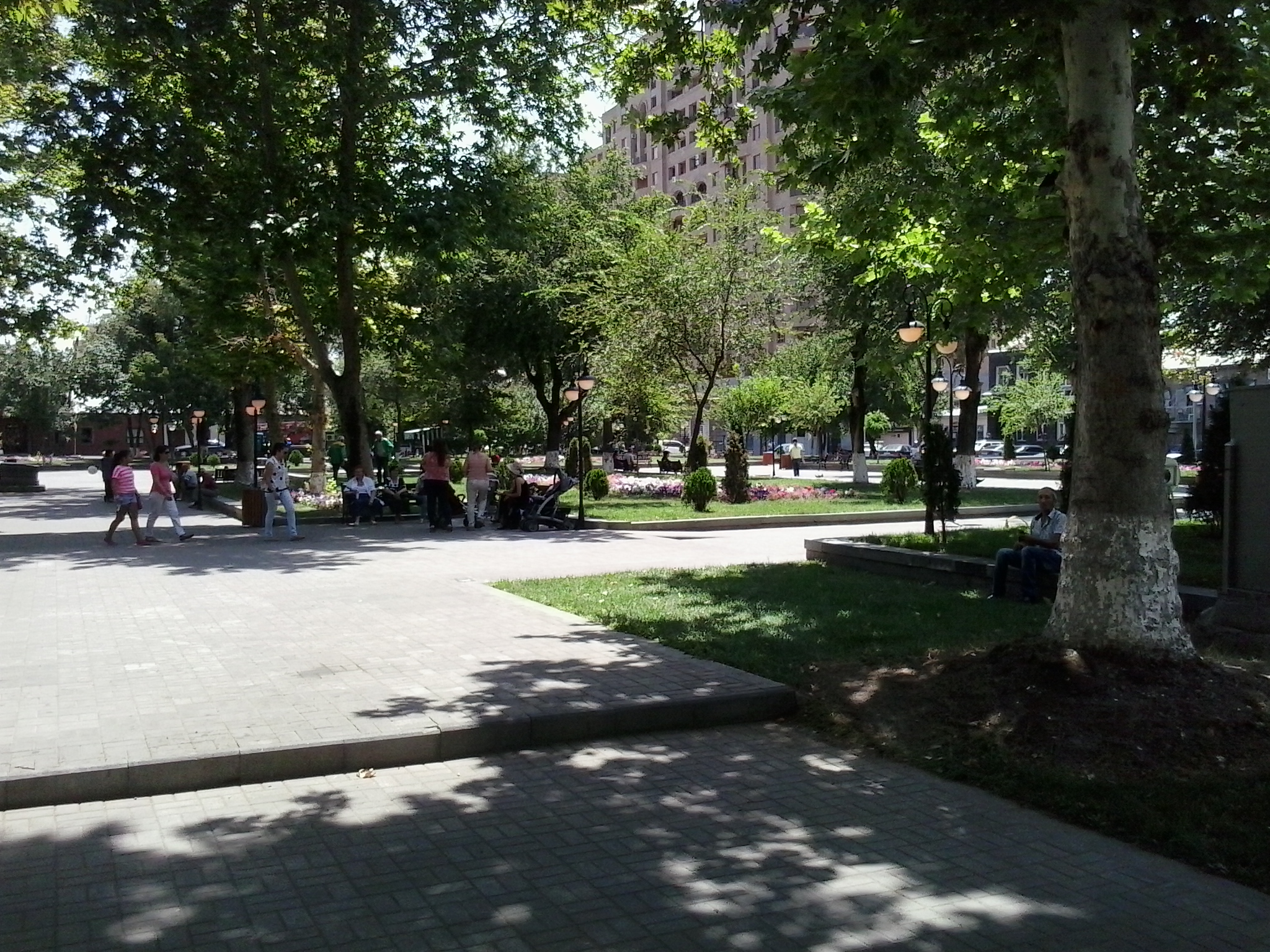
Missak Manouchianparken
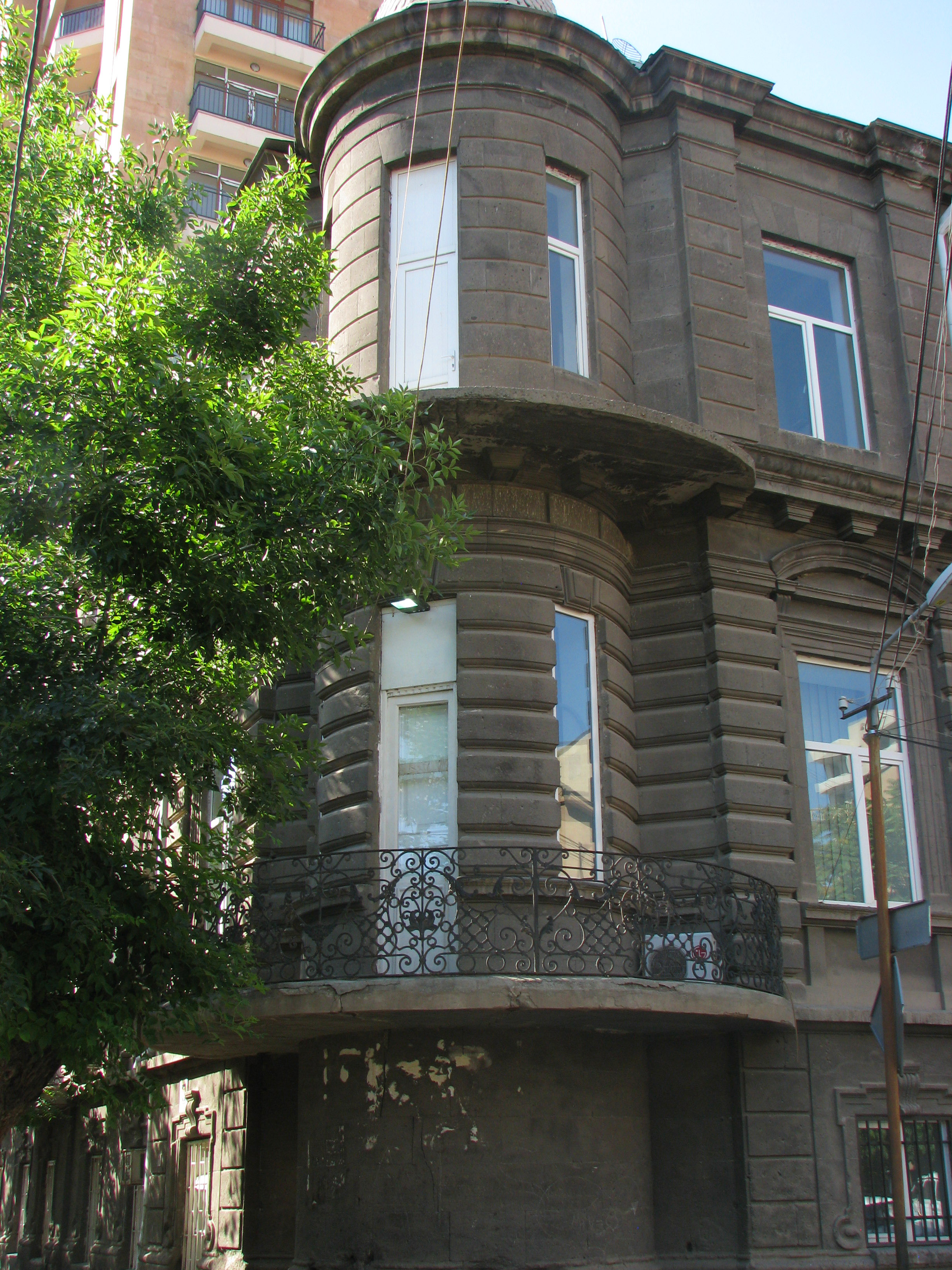
Bostadshus på Aramgatan
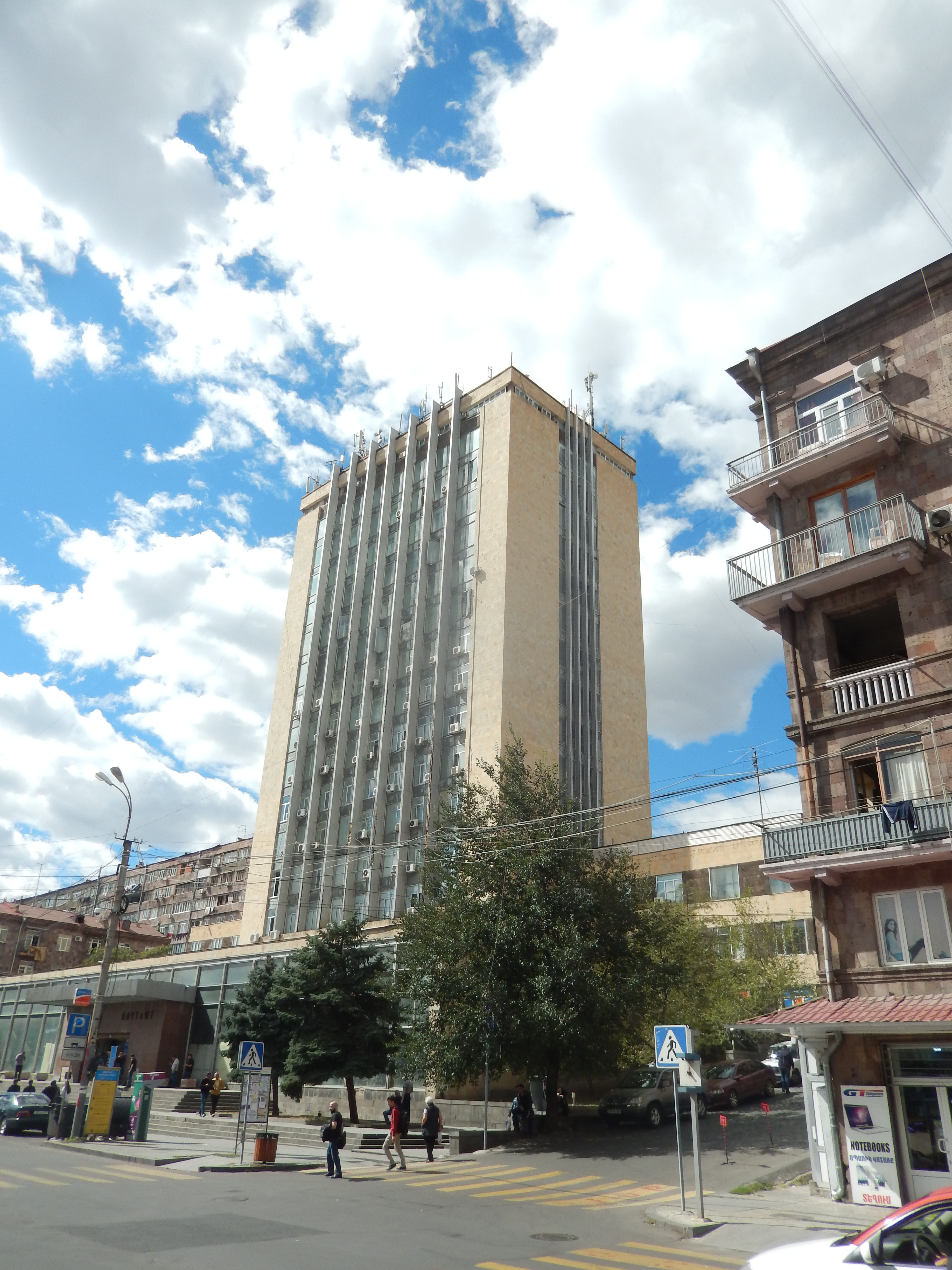
Posthuset